# Ooi Kah Yan
Ooi Kah Yan (* 6. Dezember 2000 in Seremban) ist eine malaysische Squashspielerin.

## Karriere
Ooi Kah Yan spielt seit 2015 auf der PSA World Tour und gewann auf dieser bislang einen Titel. Ihre höchste Platzierung in der Weltrangliste erreichte sie mit Rang 72 im Juli 2020. Bei den Südostasienspielen 2017 und 2019 gehörte sie zum malaysischen Aufgebot und gewann jeweils mit der Mannschaft die Goldmedaille. Mit der malaysischen Nationalmannschaft nahm sie außerdem bereits an Asienmeisterschaften teil.

## Erfolge
- Gewonnene PSA-Titel: 1